# Anton Biersack (hockey sur glace)
Pour les articles homonymes, voir Anton Biersack et Biersack.
Temple de la renommée Allemagne :
Anton Biersack, dit Toni, (né le 14 juillet 1927 à Garmisch-Partenkirchen en Allemagne, mort le 30 mars 2007 dans la même ville)  est un joueur professionnel allemand de hockey sur glace.

## Carrière
Il joue dans l'équipe élite du SC Riessersee de 1948 à 1959, aussi bien en tant qu'attaquant que défenseur, et devient champion d'Allemagne en 1950. En 1959, il arrive au SG Nürnberg qu'il quitte en 1962.
Biersack est sélectionné dans l'équipe d'Allemagne pour participer aux championnats du monde 1953 et 1954 et aux Jeux olympiques de 1956.

## Source de traduction
- (de) Cet article est partiellement ou en totalité issu de l’article de Wikipédia en allemand intitulé « Anton Biersack (Eishockeyspieler) » (voir la liste des auteurs).